# Benthanoides peruensis
Benthanoides peruensis är en kräftdjursart som först beskrevs av Leopold F. Gruner 1955.  Benthanoides peruensis ingår i släktet Benthanoides och familjen Philosciidae. Inga underarter finns listade i Catalogue of Life.